# Aspazija iz Mileta
Aspázija (grško Ἀσπασία), starogrška hetera, učenjakinja, filozofinja, po rodu Jonka iz Mileta * 470 pr. n. št., Milet, † 400 pr. n. št., Atene. 
Bila je priseljenka iz Mileta Aten, ljubimka in zunajzakonska partnerka državnika Perikleja. Bila je izobražena v govorništvu in v središču takratnega atenskega političnega ter kulturnega življenja. Par je imel sina Perikleja mlajšega, vendar večje podrobnosti njune zveze niso znane. Plutarh pravi, da je njena hiša postala intelektualno središče Aten in privlačila najbolj ugledne učenjake in mislece tistega časa, med drugim tudi Sokrata. Prav tako je bila omenjena v delih Platona, Aristofana, Ksenofana idr..

## Življenje
Čeprav je večino svojih zrelih let preživela v Grčiji, je o njenem življenju znanega zelo malo. Nekateri učenjaki namigujejo, da je vodila bordel, za katerega ne vemo ali je bil v resnici bordel, ali prava izobraževalna dekliška šola, ali pa kar oboje, in tudi sama naj bi bila kurtizana oziroma hetera. Hkrati pa je bila izredno izučena v retoriki in se zato udeleževala tudi pomembnih razprav vodilnih predstavnikov Aten, med katere štejemo tudi Sokrata. Na podlagi tega strokovnjaki sklepajo, da sta Aspazija in Sokrat vplivala en na drugega. Aspazija se namreč posredno pojavi v enem izmed Platonovih dialogov z naslovom Meneksen, v katerem Sokrat obnovi Aspazijin pogrebni govor padlim za domovino. Njena vloga v zgodovini omogoča vpogled v razumevanje žensk antične Grčije. Drugače je o njej znanega zelo malo.

### Poreklo in zgodnja leta
Aspazija je bila rojena v jonskem grškem mestu Miletu, ki je bil del atenskega vplivnega območja (današnji provinci Ayding, Turčija). Glede njene družine poznamo le očetovo ime, Aksioh, čeprav je očitno, da je pripadala bogati družini, saj so si le bogati lahko privoščili tako dobro izobrazbo, kot jo je imela sama. Nekateri antični viri navajajo, da je bila karijska vojna ujetnica, ki je postala sužnja, čeprav so te trditve dvomljive. Ni znano kako je prvič prišla v Atene. Odkritje nagrobnika iz 4. stoletja pr. n. št., ki omenja imeni Aksioh in Aspazija je omogočilo zgodovinarju Peteru K. Bicknellu predstavitev Aspazijenega družinskega ozadja in njenih atenskih zvez. Njegova teorija jo povezuje z Alkibiadom II. Skambonidom, ki je bil pregnan iz Aten leta 460 pr. n. št. in je svoje izgnanstvo preživel v Miletu, kjer se je poročil s hčerjo Aksioha. Iz tega sklepa, da se je nato z novo ženo in njeno mlajšo sestro Aspazijo vrnil v Atene. Periklej naj bi nato domnevno spoznal Aspazijo preko svojih tesnih zvez z Alkibiadovo hišo.

### Življenje v Atenah
Glede na nasprotujoče si izjave antičnih piscev in nekateri modernih učenjakov, je v Atenah Aspazija postala domnevno ena najlepših in najinteligentnejših heter (najprestižnejši sloj prostitutk) in hkrati najverjetneje vodila te vrste bordel, zato ni gotovo, ali je bilo njeno ime res Aspazija, ali si je le to nadela sama in ga uporabljala kot psevdonim pri delu. Aspazija namreč pomeni »prisrčno dobrodošli« oziroma glede na druge vire »zaželena«. Hetere so bile pravzaprav dvorjanke in visoko cenjene spremljevalke, ki so spremljale pomembnejše moške na simpozijih. Poleg svoje lepote so se spremljevalke od ostalih atenskih žensk razlikovale tudi po svoji stopnji izobrazbe, izučene so bile namreč v umetnosti govorništva, o zgodovini, filozofiji, politiki, znanosti, literaturi in v umetnosti. Drugim atenskim ženskam pa so bile različne tudi po neodvisnosti ter morale so plačevati davke. Bile so še najbližje temu, čemur danes pravimo »socialno osvobojena ženska«, ker so imele manj socialnih omejitev kot poročene ženske. V Atenah so bile ženske po poroki namreč primorane ostati v hiši, Aspazija pa se je temu kot tujka in hetera izognila, ter se je lahko udejstvovala v družbi, vendar pa hetere niso imele zagotovljene finančne varnosti ter legalne in družinske podpore. Postala je ljubimka državnika in voditelja Aten, Perikleja, ki ga je spoznala na simpoziju in s katerim je, po ločitvi z njegovo prvo ženo, tudi živela, nikoli pa se nista poročila, saj so atenski zakoni to preprečevali. Imela sta tudi sina Perikleja mlajšega. Periklej je spoštoval Aspazijino modrost in politično razumevanje ter jo obravnaval sebi enakovredno, kljub temu pa so bila njegova čustva do nje predvsem erotična. V socialnih krogih je bila Aspazija prepoznavna predvsem zaradi govorniškega daru in modrosti, zaradi tega pa je k njej prihajalo tudi veliko atenskih žena. Delovala je kot učiteljica retorike in ustanovila zasebno šolo za uglednejša atenska dekleta, ki jih je spodbujala k višji izobrazbi kot le učenju šivanja, pletenja, plesanja in igranja flavte.

### Kasnejša leta in smrt
Med veliko kugo leta 429 pr. n. št. je Perikleju umrla sestra in oba njegova zakonska sinova. Te žalosti pa ni mogla omiliti niti Aspazija. Pred njegovo smrtjo so Atenci sprejeli spremembo zakona, kar je dovolilo nezakonskemu sinu Perikleja in Aspazije, da je postal polnopraven državljan Aten in s tem legitimen dedič poleg že dveh sinov iz Periklejevega zakona. Ta odločitev je bila osupljiva in nenavadna, ker je Periklej sam želel omejiti državljanstvo le na ljudi, ki so bili čistokrvni Atenčani.
Zapisi pravijo, da je po smrti Perikleja, ki je umrl zaradi kuge, Aspazija živela z generalom in demokratičnim voditeljem Liziklom, s katerim je imela še enega sina. Moški, ki je bil sicer prodajalec ovc nižjega porekla, je z njeno pomočjo postal eden najbolj uspešnih atenskih politikov. Izbira politika kot novega moža pa tudi namiguje, da si je želela ostati vključena v politično dogajanje Aten. Kljub temu, da dejanskih razsežnosti njenega vpliva na atensko politiko ne bomo nikoli poznali, je postala ena redkih žensk v antični Grčiji, ki se je zapisala v zgodovino.
Po smrti njenega novega partnerja o Aspazijinem življenju ni več znanih zapisov. Točna letnica njene smrti je zato neznana, večina zgodovinarjev pa ocenjuje, da je umrla med letoma 401 in 400 pr. n. št.

## Napadi in nasprotovanja
Periklej in Aspazija kljub svoji vplivnosti nista bila imuna na politične in osebne napade in nasprotovanja. Po prepričanju mnogih Atencev je imela Aspazija preveč vpliva na Perikleja. Domnevno naj bi tudi napisala že omenjeni nagrobni govor v Platonovem Meneksenu. Atence je motila tudi njena prekomerna vključenost v atensko družbo, saj naj ženske ne bi sodelovale v družbenem življenju. Hetere so bile sicer vključene v družbo, vendar je bil njihov prostor v spalnici in jedilnici, ne pa v politiki. Eden glavnih razlogov je bila prepričanost ljudi v to, da bila samoška vojna krivda Aspazije, saj naj bi Periklej napadel otok Samos, ki je bil v vojni z Miletom z razlogom, da bi ji ustregel. Miletčani so se po pomoč so se obrnili k Atenam, vendar so Samošani zavrnili atenski poziv k premirju. Sledili so boji, ki so terjali veliko žrtev v vrstah Atencev, kar so le-ti Aspaziji nato zamerili, čeprav bi izguba Samosa starteško postavila pod vprašaj prevlado Atencev v Egejskem morju. Obtoževali so je tudi zastrupljanja umov do tedaj poslušnih žensk in drugih »groznih« dejanj. Krivili pa so jo tudi omadeževanja časti njihovega voditelja, saj naj bi Periklej svojo ljubimko delil z drugimi moškimi, kar je naredilo velik madež v njegovi časti pa tudi spoštovanju. Verjeli so namreč, da človek brez časti ne more voditi niti vojske, niti mesta. Zaradi krivoverstva in posredovanja žensk za prostitucijo je bila tudi postavljena pred sodišče, ampak so bile obtožbe ovržene zaradi posredovanja Perikleja. Kot sredstvo za napad tako na Aspazijo kot tudi na Perikleja, so komični pesniki 5. stoletja uporabljali kar razmerje med njima.
Aspazija je bila ženska v moški politiki, tujka med Atenčani, dekle na poziv in ne žena, hkrati pa je bila tudi mati nezakonskega otroka. Zato so bili napadi nanjo, čeprav besedni in sodni, prej pravilo kot izjema.

## Omembe v delih
Veliko avtorjev v vseh možnih vejah umetnosti je Aspazijo uporabilo kot sredstvo, s katerim so upodabljali njihove poglede na filozofijo, retoriko in Perikleja kot takega.

#### Antična filozofska dela:
Aspazija se pojavi v delih Platona, Ksenofana, Ajshina iz Sfetta in Antistena. Nekateri strokovnjaki navajajo, da je bil Platon tako navdušen nad njenim razumom in humornostjo, da je po njej ustvaril lik Diotime iz dialoga Simpozij. Prav tako je omenjena v Meneksenu, v katerem Sokrat ponovi njen nagrobni govor, a posredno hkrati Platon preko Sokratovih besed satirizira odnos med njo in Periklejem. 
Ksenofan jo omeni v svojih delih dvakrat: in sicer v Spominih na Sokrata in v O ekonomiji. V Spominih na Sokrata gre za Sokratove citate Aspazije, v O ekonomiji pa govori o Aspaziji kot eni izmed bolj podučenih glede gospodinjstva in ekonomskega razmerja med možem in ženo.
Prav tako Sokratova učenca Ajshin in Antisten sta oba po njej poimenovala enega izmed svojih Sokratskih dialogov, ki sta se ohranila le v fragmentih. Ajshin jo predstavlja kot učiteljico in božanski navdih drugim. Nekaj fragmentov razkriva, da je bil Antisten sovražno razpoložen do Aspazije. O njej meni, da jo je Periklej izbral užitek čez moralno življenje in s tem je Aspazija predstavljena kot sredstvo tega užitka.
Pojavila se je tudi v komediji Aristofana z naslovom Lizistrata, kjer naj bi navdihnila glavno vlogo. Komedija govori o kreativni rešitvi Atenske vojne, ki je bila podana s strani žensk. Le-te so moškim prepovedale spanje v posteljah, dokler ni bil vzpostavljen mir.
Omenja jo tudi Plutarh v svojem delu Vzporedni življenjepisi, v odlomku o življenju Perikleja:
»Kako zelo spretna ali močna je morala biti ta ženska, da je obvladala najpomembnejše politike in navdihnila filozofe, da so o njej veliko in z navdušenjem govorili.« 

### Moderna književnost:
Aspazija se pojavi v mnogih pomembnih in glavnih delih moderne književnosti. Njena romantična navezanost na Perikleja je navdihnila nekatere najbolj znane romanopisce in pesnike zadnjih stoletij. Romantikom 19. stoletja in zgodovinskim romanopiscem 20. stoletja je predstavljala neusahljiv vir navdiha. Postala je romantična junakinja Zlate dobe Aten.

#### Primeri nastalih del:
- Lydia Maria Child: Philothea (1835). Klasična romanca, postavljena v čas Perikleja in Aspazije. Ženski liki (predvsem Aspazija) so predstavljeni kot poosebitev nežnosti in lepote.
- Walter Savage Landor: Pericles and Aspasia (1836). Interpretacija klasičnih Aten skozi več izmišljenih pisem, ki vsebujejo množico pesmi. Pisma ne predstavljajo dejanske zgodovine, temveč so bolj poskus upodobitev duha Periklejeve dobe.
- Robert Hamerling: Aspasia (1876). Roman, ki opisuje moralo in manire Periklejeve dobe.
- George Cram Cook: The Athenian Women (1918). Predstavlja Aspazijino prizadevanje za mir.
- Gertrude Atherton: The Immortal Marriage (1927). Prikazuje zgodbo Perikleja in Aspazije v času Laponskih vojn, Peleponeških vojn in Atenske kuge.
- Taylor Caldwell: Aspazija (»Glory and the Lightning« - 1974). Roman, ki ponazarja odnos Aspazije in Perikleja.
- Giacomo Leopardi: Aspasia (1834)

## Dela
Aspazija je domnevno napisala več del, a se nobeno izmed njih ni ohranilo. Njene ideje lahko tako najdemo le v delih oz. fragmentih del drugih avtorjev.

## V umetnosti
V instalaciji z naslovom Slavnostna večerja (1979), feministke Judy Chicago, ima Aspazija mesto med ostalimi 39 figurami. Njen prostor za mizo je predstavljen skozi elemente, ki so pogosto najdeni v umetnosti antične Grčije, kot npr. rožnati vzorec na njenem krožniku, ki upodablja njeno ženskost. Njen pogrinjek prav tako ponazarja tip oblačil in nakita, ki so ga nosili tedanji ljudje. Motiv rože ovijalke izšit v zlatem sukancu na črni podlagi na robu pogrinjka, pa oponaša motive grških vaz in žar. Ta motiv se prav tako pojavi v okrašeni začetnici Aspazijinega imena, všitega na pogrinjku.

## Historična pristnost njenega življenja
Glavni problem virov o Aspaziji je, da je večina le hipotetičnih. Naši edini viri so nekredibilne reprezentacije in spekulacije moških avtorjev, ki se niso toliko ukvarjali z njo kot zgodovinsko osebo. Zato dobimo veliko nasprotujočih si upodobitev le-te; uprizorjena je kot zvesta in poslušna žena ali kot dvorjanka in pocestnica, zato je veliko dvomov o historični pristnosti njenega življenja.
Tako nekateri verjamejo, da je bila Aspazija ena izmed ključnih oseb v zgodovini ženske filozofije, medtem ko drugi zavračajo kredibilnost virov, ki to dokazujejo.
Ne glede na vse je bila ženska osupljivih dosežkov, čeprav ni točno jasno kakšni so ti dosežki sploh bili.